# Wolsko
Wolsko [pronunciación en polaco: /ˈvɔlskɔ/] (en alemán: Freimühlen) es un pueblo ubicado en el distrito administrativo de Gmina Miasteczko Krajeńskie, dentro del Distrito de Piła, Voivodato de Gran Polonia, en el oeste de Polonia central. Se encuentra aproximadamente a 4 kilómetros al noreste de Miasteczko Krajeńskie, a 22 kilómetros al este de Piła, y a 79 kilómetros al norte de la capital regional Poznań.